# Список бригвоенюристов РККА и ВМФ СССР (1935—1943)
Список начальствующего военно-юридического состава Рабоче-Крестьянской Красной Армии, Военно-морского флота СССР и войск НКВД содержит фамилии получивших звания бригвоенюрист, диввоенюрист, корвоенюрист в период с 1935 по 1943 год и присвоенные им после 1943 года звания полковник юстиции, генерал-майор юстиции и генерал-лейтенант юстиции.

## Список
| Список начальствующего военно-юридического состава РККА, ВМФ и НКВД 1935—1943 г. | Список начальствующего военно-юридического состава РККА, ВМФ и НКВД 1935—1943 г. | Список начальствующего военно-юридического состава РККА, ВМФ и НКВД 1935—1943 г. | Список начальствующего военно-юридического состава РККА, ВМФ и НКВД 1935—1943 г. | Список начальствующего военно-юридического состава РККА, ВМФ и НКВД 1935—1943 г. | Список начальствующего военно-юридического состава РККА, ВМФ и НКВД 1935—1943 г. | Список начальствующего военно-юридического состава РККА, ВМФ и НКВД 1935—1943 г. |
| Фамилия имя отчество (годы жизни)                                                | Бригвоенюрист                                                                    | Диввоенюрист                                                                     | Корвоенюрист                                                                     | Полковник юстиции                                                                | Генерал-майор юстиции                                                            | Генерал-лейтенант юстиции                                                        |
| -------------------------------------------------------------------------------- | -------------------------------------------------------------------------------- | -------------------------------------------------------------------------------- | -------------------------------------------------------------------------------- | -------------------------------------------------------------------------------- | -------------------------------------------------------------------------------- | -------------------------------------------------------------------------------- |
| Агалаков Алексей Семенович (1898—1973)                                           | 28.04.1939                                                                       | —                                                                                | —                                                                                | 1943                                                                             | —                                                                                | —                                                                                |
| Агеев Сергей Васильевич (1895—1974)                                              | 28.01.1939                                                                       | —                                                                                | —                                                                                | 03.04.1943                                                                       | —                                                                                | —                                                                                |
| Александров Иван Васильевич (1899—1978)                                          | 20.02.1940                                                                       | —                                                                                | —                                                                                | 1943                                                                             | —                                                                                | —                                                                                |
| Алексеев Борис Иванович (1901—1996)                                              | 19.06.1940                                                                       | —                                                                                | —                                                                                | —                                                                                | 11.03.1943                                                                       | —                                                                                |
| Алексеев Георгий Алексеевич (1895—1942)                                          | 17.02.1936                                                                       | 11.01.1940                                                                       | 09.08.1941                                                                       | —                                                                                | —                                                                                | —                                                                                |
| Алферьев Григорий Иванович (1900—1970)                                           | ?                                                                                | —                                                                                | —                                                                                | 1943                                                                             | —                                                                                | —                                                                                |
| Андреев Александр Сергеевич (1904—1960)                                          | 30.09.1939                                                                       | —                                                                                | —                                                                                | 1943                                                                             | 19.01.1944                                                                       | —                                                                                |
| Анкудинов Пётр Тихонович (1898—1968)                                             | 17.02.1938 (22.20.1938)                                                          | 20.02.1940                                                                       | —                                                                                | —                                                                                | 11.03.1943                                                                       | —                                                                                |
| Анненский Михаил Иванович (1889—1950)                                            | 28.01.1936                                                                       | —                                                                                | —                                                                                | —                                                                                | —                                                                                | —                                                                                |
| Антонов Борис Петрович (1896—1959)                                               | —                                                                                | 17.02.1936                                                                       | —                                                                                | 1943                                                                             | —                                                                                | —                                                                                |
| Антонов Иван Антонович (1890—1943)                                               | 21.04.1936                                                                       | —                                                                                | —                                                                                | —                                                                                | —                                                                                | —                                                                                |
| Артамонов Николай Алексеевич (1887—1980)                                         | 21.04.1936                                                                       | —                                                                                | —                                                                                | 1943                                                                             | —                                                                                | —                                                                                |
| Артименков Леонид Иванович (1891—?)                                              | 20.11.1939                                                                       | —                                                                                | —                                                                                | 03.04.1943                                                                       | —                                                                                | —                                                                                |
| Архипов Иван Николаевич (1888—?)                                                 | 21.04.1936                                                                       | —                                                                                | —                                                                                | 1943                                                                             | —                                                                                | —                                                                                |
| Афанасьев Николай Порфирьевич (1902—1979)                                        | ?                                                                                | 22.06.1940                                                                       | —                                                                                | —                                                                                | 01.05.1943                                                                       | 05.07.1945                                                                       |
| Бабченко Николай Федотович (1906—1970)                                           | ?                                                                                | —                                                                                | —                                                                                | 1943                                                                             | —                                                                                | —                                                                                |
| Бакулов Алексей Ильич (1900—1964)                                                | 05.04.1936                                                                       | —                                                                                | —                                                                                | 1955                                                                             | —                                                                                | —                                                                                |
| Барышевский Михаил Петрович (1891—1973)                                          | 22.02.1938                                                                       | —                                                                                | —                                                                                | 1943                                                                             | —                                                                                | —                                                                                |
| Басалаев Николай Николаевич (1898—1956)                                          | 26.04.1936                                                                       | —                                                                                | —                                                                                | 1943                                                                             | —                                                                                | —                                                                                |
| Батнер Александр Александрович (1902—1974)                                       | 10.10.1940                                                                       | —                                                                                | —                                                                                | 1945                                                                             | —                                                                                | —                                                                                |
| Баумановский Федор Яковлевич (1886—?)                                            | 21.04.1936                                                                       | —                                                                                | —                                                                                | 1943                                                                             | —                                                                                | —                                                                                |
| Берзин Адольф Петрович (1890—1938)                                               | 21.04.1936                                                                       | —                                                                                | —                                                                                | —                                                                                | —                                                                                | —                                                                                |
| Берзумовский Наум Гордеевич (1901—?)                                             | ?                                                                                | —                                                                                | —                                                                                | 1943                                                                             | —                                                                                | —                                                                                |
| Берман Юрий Яковлевич (1892—1939)                                                | —                                                                                | 13.03.1936                                                                       | —                                                                                | —                                                                                | —                                                                                | —                                                                                |
| Бескоровайный Митрофан Михайлович (1890—1970)                                    | 17.02.1938 (22.02.1938)                                                          | —                                                                                | —                                                                                | 1943                                                                             | —                                                                                | —                                                                                |
| Беспалов Пётр Григорьевич (1900—?)                                               | 26.04.1936                                                                       | —                                                                                | —                                                                                | —                                                                                | —                                                                                | —                                                                                |
| Биненбойм Исаак Вениаминович (1888—1946)                                         | 21.04.1936                                                                       | —                                                                                | —                                                                                | —                                                                                | —                                                                                | —                                                                                |
| Блауберг Александр Александрович (1891—?)                                        | 04.03.1938                                                                       | ?                                                                                | —                                                                                | —                                                                                | —                                                                                | —                                                                                |
| Блауберг Виктор Александрович (1894—1968)                                        | 26.04.1936                                                                       | —                                                                                | —                                                                                | 1943                                                                             | —                                                                                | —                                                                                |
| Блюменфельдт Вячеслав Константинович (1887—1943)                                 | 13.03.1936                                                                       | 04.03.1938                                                                       | —                                                                                | —                                                                                | 11.03.1943                                                                       | —                                                                                |
| Богатиков Федор Никифорович (1896—1973)                                          | ?                                                                                | —                                                                                | —                                                                                | 1943                                                                             | 31.05.1954                                                                       | —                                                                                |
| Бокояров Сергей Тимофеевич (1898—1989)                                           | 20.02.1940                                                                       | —                                                                                | —                                                                                | 1943                                                                             | —                                                                                | —                                                                                |
| Болдырев Андрей Иустинович (1897—?)                                              | 25.04.1940                                                                       | —                                                                                | —                                                                                | —                                                                                | —                                                                                | —                                                                                |
| Бондарь Тимофей Михайлович (1889—?)                                              | 21.04.1936                                                                       | —                                                                                | —                                                                                | 1943                                                                             | —                                                                                | —                                                                                |
| Борисенко Семен Яковлевич (1898—?)                                               | ?                                                                                | —                                                                                | —                                                                                | 1943                                                                             | —                                                                                | —                                                                                |
| Ботвинник Яков Соломонович (1899—1973)                                           | 21.04.1936                                                                       | —                                                                                | —                                                                                | 1943                                                                             | —                                                                                | —                                                                                |
| Бохановский Бронислав Антонович (1899—?)                                         | ?                                                                                | —                                                                                | —                                                                                | 1943                                                                             | —                                                                                | —                                                                                |
| Брайнин Лев Маркович (1894—?)                                                    | 21.04.1936                                                                       | —                                                                                | —                                                                                | 1943                                                                             | —                                                                                | —                                                                                |
| Бураков Тимофей Лаврентьевич (1894—?)                                            | ?                                                                                | —                                                                                | —                                                                                | 1943                                                                             | —                                                                                | —                                                                                |
| Бурцев Григорий Григорьевич (1893—1970)                                          | 17.02.1938 (22.02.1938)                                                          | —                                                                                | —                                                                                | —                                                                                | —                                                                                | —                                                                                |
| Бутевиц Юлий-Карл Федорович (1892—1942)                                          | 03.07.1936                                                                       | —                                                                                | —                                                                                | —                                                                                | —                                                                                | —                                                                                |
| Бутырин Семен Андреевич (1899—1970)                                              | 21.04.1936                                                                       | —                                                                                | —                                                                                | Подполковник административной службы в 1943 г.                                   | —                                                                                | —                                                                                |
| Вавилов Афанасий Петрович (1902—1964)                                            | 28.01.1939                                                                       | —                                                                                | —                                                                                | —                                                                                | 18.04.1943                                                                       | 05.07.145                                                                        |
| Ваганов Иван Андреевич (1902—1973)                                               | 19.09.1940                                                                       | —                                                                                | —                                                                                | —                                                                                | —                                                                                | —                                                                                |
| Вартанян Оганез Арменакович (1897—?)                                             | 03.07.1936                                                                       | 28.04.1939                                                                       | —                                                                                | —                                                                                | —                                                                                | —                                                                                |
| Васильев Дмитрий Васильевич (1897—1979)                                          | 17.12.1938                                                                       | —                                                                                | —                                                                                | 1943                                                                             | —                                                                                | —                                                                                |
| Виноградов Николай Алексеевич (1888—1979)                                        | 19.02.1936                                                                       | —                                                                                | —                                                                                | 1943                                                                             | —                                                                                | —                                                                                |
| Вишняков Василий Георгиевич (1897—1956)                                          | 20.02.1938                                                                       | 28.04.1939                                                                       | —                                                                                | —                                                                                | 11.03.1943                                                                       | —                                                                                |
| Войтеко Павел Станиславович (1894—1945)                                          | 13.03.1936                                                                       | —                                                                                | —                                                                                | —                                                                                | —                                                                                | —                                                                                |
| Волков Александр Иванович (1899—1955)                                            | 03.07.1936                                                                       | —                                                                                | —                                                                                | 1943                                                                             | 05.07.1946                                                                       | —                                                                                |
| Гаврилов Павел Филиппович (1898—1970)                                            | 17.12.1938                                                                       | 29.10.1939                                                                       | 22.07.1940                                                                       | —                                                                                | —                                                                                | 18.04.1943                                                                       |
| Гай Илья Кондратьевич (1897—1977)                                                | 22.02.1938                                                                       | —                                                                                | —                                                                                | 1943                                                                             | —                                                                                | —                                                                                |
| Галенков Иван Спиридонович (1891—1980)                                           | 21.04.1936                                                                       | —                                                                                | —                                                                                | —                                                                                | 11.03.1943                                                                       | —                                                                                |
| Гарбузов Николай Михайлович (1897—1941)                                          | 17.02.1938 (22.02.1938)                                                          | —                                                                                | —                                                                                | —                                                                                | —                                                                                | —                                                                                |
| Герасимов Александр Сафронович (1904—?)                                          | ?                                                                                | —                                                                                | —                                                                                | 1943                                                                             | —                                                                                | —                                                                                |
| Голяков Иван Терентьевич (1888—1961)                                             | —                                                                                | 27.01.1936 (15.05.1936)                                                          | —                                                                                | —                                                                                | —                                                                                | —                                                                                |
| Гомеров Николай Николаевич (1895—1938)                                           | 28.01.1936                                                                       | 23.05.1938                                                                       | —                                                                                | —                                                                                | —                                                                                | —                                                                                |
| Горбунов Яков Гаврилович (1891—?)                                                | 21.04.1936                                                                       | —                                                                                | —                                                                                | —                                                                                | —                                                                                | —                                                                                |
| Горячев Андриан Дмитриевич (1890—1968)                                           | —                                                                                | 27.01.1936                                                                       | —                                                                                | —                                                                                | 06.06.1943                                                                       | —                                                                                |
| Гохенберг Михаил Маркович (1898—1966)                                            | 19.02.1936                                                                       | —                                                                                | —                                                                                | 1943                                                                             | —                                                                                | —                                                                                |
| Грезов Михаил Григорьевич (1900—1978)                                            | 17.02.1938                                                                       | 10.02.1943                                                                       | —                                                                                | 03.11.1944                                                                       | ?                                                                                | —                                                                                |
| Грейпан Николай Львович (1901—?)                                                 | ?                                                                                | —                                                                                | —                                                                                | —                                                                                | —                                                                                | —                                                                                |
| Григорчук Василий Андреевич (1898—?)                                             | ?                                                                                | —                                                                                | —                                                                                | 1943                                                                             | —                                                                                | —                                                                                |
| Грингот Виктор Александрович (1907—?)                                            | ?                                                                                | —                                                                                | —                                                                                | 1943                                                                             | —                                                                                | —                                                                                |
| Гродко Арон Самуилович (1894—1941)                                               | —                                                                                | 28.01.1936                                                                       | —                                                                                | —                                                                                | —                                                                                | —                                                                                |
| Грунт Франц Юрьевич (1889—1943)                                                  | 21.04.1936                                                                       | —                                                                                | —                                                                                | —                                                                                | —                                                                                | —                                                                                |
| Гусев Александр Сергеевич (1898—1954)                                            | 21.04.1936                                                                       | —                                                                                | —                                                                                | ?                                                                                | —                                                                                | —                                                                                |
| Давыдов Александр Васильевич (1879—1964)                                         | 19.06.1940                                                                       | —                                                                                | —                                                                                | —                                                                                | —                                                                                | —                                                                                |
| Деев Николай Петрович (1901—1971)                                                | 17.02.1938 (22.02.1938)                                                          | —                                                                                | —                                                                                | 1943                                                                             | —                                                                                | —                                                                                |
| Денисенко Михаил Васильевич (1898—?)                                             | 17.02.1938 (22.02.1938)                                                          | —                                                                                | —                                                                                | 1943                                                                             | —                                                                                | —                                                                                |
| Детистов Иван Васильевич (1898—1977)                                             | 21.04.1936                                                                       | —                                                                                | —                                                                                | 1943                                                                             | 11.05.1949; лишен звания в 1955 году                                             | —                                                                                |
| Дзервит Юлиус Андреевич (1899—1939)                                              | 21.04.1936 (15.05.1936)                                                          | —                                                                                | —                                                                                | —                                                                                | —                                                                                | —                                                                                |
| Дмитриев Иван Алексеевич (1899—1962)                                             | 22.02.1938                                                                       | —                                                                                | —                                                                                | 03.04.1943                                                                       | —                                                                                | —                                                                                |
| Дмитриев Леонид Дмитриевич (1893—1963)                                           | 20.01.1938                                                                       | 19.09.1940                                                                       | —                                                                                | —                                                                                | 11.03.1943                                                                       | —                                                                                |
| Дмитриев Пётр Алексеевич (1891—1942)                                             | 30.09.1939                                                                       | —                                                                                | —                                                                                | —                                                                                | —                                                                                | —                                                                                |
| Дмитриев Яков Петрович (1892—1975)                                               | —                                                                                | 27.01.1936                                                                       | —                                                                                | 1943                                                                             | ?                                                                                | —                                                                                |
| Добржанский Мечислав Иванович (1891—1945)                                        | 21.04.1936                                                                       | —                                                                                | —                                                                                | 1943                                                                             | —                                                                                | —                                                                                |
| Додин Лев Наумович (1895—1989)                                                   | 19.02.1936 (03.07.1936)                                                          | —                                                                                | —                                                                                | —                                                                                | —                                                                                | —                                                                                |
| Долицкий Владимир Александрович (1898—1968)                                      | 31.03.1937                                                                       | —                                                                                | —                                                                                | 1943                                                                             | —                                                                                | —                                                                                |
| Доминский Болеслав Викентьевич (1890—1959)                                       | 03.07.1936                                                                       | —                                                                                | —                                                                                | 1943                                                                             | —                                                                                | —                                                                                |
| Дорман Иосиф Григорьевич (1904—1961)                                             | 20.02.1938 (22.02.1938)                                                          | 28.04.1939                                                                       | —                                                                                | 1943                                                                             | —                                                                                | —                                                                                |
| Дроздов Пётр Алексеевич (1902—?)                                                 | ?                                                                                | —                                                                                | —                                                                                | 03.04.1943                                                                       | —                                                                                | —                                                                                |
| Дубелир Григорий Григорьевич (1901—1967)                                         | 21.04.1936                                                                       | —                                                                                | —                                                                                | 1943                                                                             | —                                                                                | —                                                                                |
| Дунаев Николай Константинович (1897—1955)                                        | 22.02.1938                                                                       | —                                                                                | —                                                                                | 1943                                                                             | 05.07.1946                                                                       | —                                                                                |
| Егудин Анатолий Борисович (?—1941)                                               | 03.09.1939                                                                       | —                                                                                | —                                                                                | —                                                                                | —                                                                                | —                                                                                |
| Елфимов Василий Александрович (1903—?)                                           | ?                                                                                | —                                                                                | —                                                                                | 1943                                                                             | —                                                                                | —                                                                                |
| Жагров Григорий Алексеевич (1895—1952)                                           | 13.05.1939                                                                       | —                                                                                | —                                                                                | 10.07.1943                                                                       | —                                                                                | —                                                                                |
| Ждан Сергей Никанорович (1892—1946)                                              | 03.07.1936                                                                       | —                                                                                | —                                                                                | 10.07.1943                                                                       | —                                                                                | —                                                                                |
| Жигур Ян Карлович (1893—1942)                                                    | 17.02.1936                                                                       | —                                                                                | —                                                                                | —                                                                                | —                                                                                | —                                                                                |
| Жлобин Иван Григорьевич (1903—?)                                                 | ?                                                                                | —                                                                                | —                                                                                | 1943                                                                             | —                                                                                | —                                                                                |
| Завьялов Николай Петрович (1900—1964)                                            | 11.01.1940                                                                       | —                                                                                | —                                                                                | 1943                                                                             | —                                                                                | —                                                                                |
| Зайцев Александр Дмитриевич (1900—1986)                                          | 04.03.1938                                                                       | 14.02.1939                                                                       | —                                                                                | —                                                                                | 18.04.1943                                                                       | —                                                                                |
| Зарянов Иван Михеевич (1894—1975)                                                | 27.01.1936                                                                       | 04.03.1938                                                                       | —                                                                                | —                                                                                | 11.03.1943; лишен звания в 1955 году                                             | —                                                                                |
| Захарянц Захарий Константинович (1896—?)                                         | 16.08.1938                                                                       | —                                                                                | —                                                                                | 1943                                                                             | —                                                                                | —                                                                                |
| Звонов Михаил Ильич (1896—1942)                                                  | —                                                                                | 13.03.1936                                                                       | —                                                                                | —                                                                                | —                                                                                | —                                                                                |
| Зейдин Евлампий Лаврович (1900—1967)                                             | 20.02.1940                                                                       | 19.09.1940                                                                       | —                                                                                | —                                                                                | 11.03.1943                                                                       | 20.04.1944                                                                       |
| Зенкович Александр Михайлович (?—1942)                                           | 21.04.1936                                                                       | —                                                                                | —                                                                                | —                                                                                | —                                                                                | —                                                                                |
| Зиновьев Пётр Федорович (1894—1938)                                              | 03.07.1936                                                                       | —                                                                                | —                                                                                | —                                                                                | —                                                                                | —                                                                                |
| Зонов Анисим Степанович (1895—?)                                                 | 19.06.1940                                                                       | —                                                                                | —                                                                                | 1943                                                                             | —                                                                                | —                                                                                |
| Иванов Викторв Петрович (1893—1941)                                              | 20.02.1940                                                                       | —                                                                                | —                                                                                | —                                                                                | —                                                                                | —                                                                                |
| Иевлев Борис Иванович (1895—1964)                                                | —                                                                                | 17.02.1936                                                                       | —                                                                                | —                                                                                | 11.03.1943                                                                       | —                                                                                |
| Израилян Валентин Соломонович (1903—1976)                                        | 14.12.1941                                                                       | —                                                                                | —                                                                                | 01.04.1943                                                                       | 11.07.1945                                                                       | —                                                                                |
| Исаенков Иван Фролович (1898—1993)                                               | 21.04.1936                                                                       | 30.09.1939                                                                       | —                                                                                | —                                                                                | 11.03.1943                                                                       | —                                                                                |
| Ищенко Павел Ефимович (1893—1981)                                                | 21.04.1936                                                                       | —                                                                                | —                                                                                | —                                                                                | —                                                                                | —                                                                                |
| Кадсон Зиновий Романович (1900—1975)                                             | —                                                                                | 03.07.1936                                                                       | —                                                                                | 1943                                                                             | —                                                                                | —                                                                                |
| Какоулин Пётр Яковлевич (1890—1968)                                              | 27.08.1937                                                                       | —                                                                                | —                                                                                | 1943                                                                             | —                                                                                | —                                                                                |
| Калашников Сергей Михайлович (1897—1939)                                         | 21.04.1936                                                                       | —                                                                                | —                                                                                | —                                                                                | —                                                                                | —                                                                                |
| Калошин Алексей Андреевич (1900—1938)                                            | —                                                                                | 03.07.1936                                                                       | —                                                                                | —                                                                                | —                                                                                | —                                                                                |
| Калугин Лев Моисеевич (1902—1941)                                                | 17.02.1938                                                                       | —                                                                                | —                                                                                | —                                                                                | —                                                                                | —                                                                                |
| Камерон Пётр Алексеевич (1888—1948)                                              | —                                                                                | 27.01.1936                                                                       | —                                                                                | 1943                                                                             | —                                                                                | —                                                                                |
| Кандыбин Дмитрий Яковлевич (1889—1952)                                           | 22.02.1938                                                                       | 19.09.1940                                                                       | —                                                                                | —                                                                                | —                                                                                | —                                                                                |
| Каравайков Федор Федорович (1898—1972)                                           | 21.04.1936                                                                       | —                                                                                | —                                                                                | 1943                                                                             | 19.04.1945                                                                       | —                                                                                |
| Кардиалок Владислав Францевич (1890—1939)                                        | 21.04.1936                                                                       | —                                                                                | —                                                                                | —                                                                                | —                                                                                | —                                                                                |
| Качанов Евгений Николаевич (1888—1973)                                           | 15.02.1940                                                                       | —                                                                                | —                                                                                | —                                                                                | —                                                                                | —                                                                                |
| Каштелянов Ипполит Семенович (1896—1938)                                         | 21.04.1936                                                                       | —                                                                                | —                                                                                | —                                                                                | —                                                                                | —                                                                                |
| Кедров Николай Михайлович (1896—1970)                                            | 20.02.1940                                                                       | —                                                                                | —                                                                                | —                                                                                | 11.03.1943                                                                       | —                                                                                |
| Кирре Эдуард Райнгольдович (1889—1973)                                           | 19.06.1940                                                                       | —                                                                                | —                                                                                | 1943                                                                             | —                                                                                | —                                                                                |
| Киселев Иван Дмитриевич (?)                                                      | 17.02.1938                                                                       | —                                                                                | —                                                                                | —                                                                                | —                                                                                | —                                                                                |
| Китин Илья Григорьевич (1894—1948)                                               | 21.04.1936                                                                       | —                                                                                | —                                                                                | 1943                                                                             | —                                                                                | —                                                                                |
| Климин Федор Арсеньевич (1900—1985)                                              | 30.09.1939                                                                       | —                                                                                | —                                                                                | 1943                                                                             | —                                                                                | —                                                                                |
| Козаринский Яков Абрамович (1899—1940)                                           | —                                                                                | 28.01.1936                                                                       | —                                                                                | —                                                                                | —                                                                                | —                                                                                |
| Козловский Антон Феликсович (1895—1959)                                          | 17.02.1936                                                                       | —                                                                                | —                                                                                | —                                                                                | —                                                                                | —                                                                                |
| Колоколов Григорий Самойлович (1900—?)                                           | ?                                                                                | —                                                                                | —                                                                                | 1943                                                                             | —                                                                                | —                                                                                |
| Колпаков Василий Александрович (1891—1964)                                       | 17.02.1936                                                                       | 17.12.1938                                                                       | —                                                                                | —                                                                                | 18.04.1943                                                                       | —                                                                                |
| Кондратьев Николай Иванович (1886—1961)                                          | 03.07.1936                                                                       | —                                                                                | —                                                                                | 03.04.1943                                                                       | 05.07.1946                                                                       | —                                                                                |
| Конов Афанасий Андреевич (1896—1942)                                             | 22.02.1938                                                                       | —                                                                                | —                                                                                | —                                                                                | —                                                                                | —                                                                                |
| Константинов Яков Кузьмич (1896—?)                                               | 27.08.1937                                                                       | —                                                                                | —                                                                                | 1943                                                                             | —                                                                                | —                                                                                |
| Корецкий Георгий Степанович (1897—1942)                                          | 26.04.1936                                                                       | —                                                                                | —                                                                                | —                                                                                | —                                                                                | —                                                                                |
| Корнеев Владимир Александрович (1901—1970)                                       | 28.04.1939                                                                       | —                                                                                | —                                                                                | 03.04.1943                                                                       | —                                                                                | —                                                                                |
| Коровин Евгений Александрович (1892—1964)                                        | 10.10.1940                                                                       | —                                                                                | —                                                                                | —                                                                                | —                                                                                | —                                                                                |
| Костенко Василий Георгиевич (1908—?)                                             | ?                                                                                | —                                                                                | —                                                                                | 1943                                                                             | —                                                                                | —                                                                                |
| Костиков Василий Федорович (1891—1943)                                           | 20.03.1938                                                                       | —                                                                                | —                                                                                | 1943                                                                             | —                                                                                | —                                                                                |
| Костюшко Андрей Фокич (1900—1947)                                                | 16.08.1938                                                                       | —                                                                                | —                                                                                | 1943                                                                             | —                                                                                | —                                                                                |
| Котович Валентин Семенович (1900—1971)                                           | 17.02.1938                                                                       | —                                                                                | —                                                                                | Подполковник юстиции в 1943 г.                                                   | —                                                                                | —                                                                                |
| Кошарский Георгий Александрович (1905—?)                                         | ?                                                                                | —                                                                                | —                                                                                | 03.04.1943                                                                       | —                                                                                | —                                                                                |
| Кошелев Александр Герасимович (1897—1942)                                        | 17.02.1938                                                                       | —                                                                                | —                                                                                | —                                                                                | —                                                                                | —                                                                                |
| Красников Иван Васильевич (1899—1986)                                            | 30.09.1939                                                                       | —                                                                                | —                                                                                | —                                                                                | 11.03.1943                                                                       | —                                                                                |
| Крестовников Василий Иванович (1898—1959)                                        | 21.04.1936                                                                       | —                                                                                | —                                                                                | Полковник интендантской службы в 1943 г.                                         | —                                                                                | —                                                                                |
| Крикман Ян Петрович (1892—1984)                                                  | 22.02.1938                                                                       | —                                                                                | —                                                                                | —                                                                                | —                                                                                | —                                                                                |
| Кудрявцев Алексей Иванович (1895—?)                                              | 19.06.1940                                                                       | —                                                                                | —                                                                                | 1943                                                                             | —                                                                                | —                                                                                |
| Кузнецов Алексей Харитонович (1901—1963)                                         | —                                                                                | 03.07.1936                                                                       | —                                                                                | —                                                                                | 11.03.1943                                                                       | —                                                                                |
| Кузнецов Николай Михайлович (1898—?)                                             | —                                                                                | 13.03.1936                                                                       | —                                                                                | —                                                                                | —                                                                                | —                                                                                |
| Кузнецов Порфирий Артемович (?—1941)                                             | 14.02.1939                                                                       | —                                                                                | —                                                                                | —                                                                                | —                                                                                | —                                                                                |
| Куклев Нестор Федорович (1893—1970)                                              | ?                                                                                | —                                                                                | —                                                                                | 03.04.1943                                                                       | —                                                                                | —                                                                                |
| Кулаков Пантелеймон Васильевич (1899—1956)                                       | 17.02.1938                                                                       | —                                                                                | —                                                                                | 1943                                                                             | —                                                                                | —                                                                                |
| Кулик Григорий Миронович (?)                                                     | 03.07.1936                                                                       | —                                                                                | —                                                                                | 03.04.1943                                                                       | —                                                                                | —                                                                                |
| Куракин Василий Константинович (1889—1938)                                       | 21.04.1936                                                                       | —                                                                                | —                                                                                | —                                                                                | —                                                                                | —                                                                                |
| Кушнирюк Георгий Гаврилович (1885—1977)                                          | —                                                                                | 17.02.1936                                                                       | —                                                                                | —                                                                                | —                                                                                | —                                                                                |
| Лабутев Александр Андреевич (1899—1995)                                          | 30.09.1939                                                                       | —                                                                                | —                                                                                | —                                                                                | 11.03.1943                                                                       | —                                                                                |
| Лапидус Рувим Борисович (1898—1942)                                              | 26.04.1936                                                                       | —                                                                                | —                                                                                | —                                                                                | —                                                                                | —                                                                                |
| Лапкин Александр Андреевич (1901—1941)                                           | 20.02.1940                                                                       | —                                                                                | —                                                                                | —                                                                                | —                                                                                | —                                                                                |
| Лебедев Анатолий Иванович (1891—?)                                               | 14.02.1939                                                                       | —                                                                                | —                                                                                | 1943                                                                             | —                                                                                | —                                                                                |
| Лемешко Григорий Иванович (1893—?)                                               | 28.04.1939                                                                       | —                                                                                | —                                                                                | 03.04.1943                                                                       | —                                                                                | —                                                                                |
| Лелюхин Дмитрий Захарович (1896—1969)                                            | 17.02.1938                                                                       | —                                                                                | —                                                                                | 1943                                                                             | —                                                                                | —                                                                                |
| Лернер Моисей Яковлевич (1897—1940)                                              | 21.04.1936                                                                       | —                                                                                | —                                                                                | —                                                                                | —                                                                                | —                                                                                |
| Лиховидов Иван Карпович (1900—1963)                                              | 16.08.1938                                                                       | 14.11.1941                                                                       | —                                                                                | 11.03.1943                                                                       | —                                                                                | —                                                                                |
| Любимов Пётр Николаевич (1887—?)                                                 | 10.10.1940                                                                       | —                                                                                | —                                                                                | 1943                                                                             | —                                                                                | —                                                                                |
| Мазюк Александр Иванович (1893—1941)                                             | —                                                                                | 17.02.1936                                                                       | —                                                                                | —                                                                                | —                                                                                | —                                                                                |
| Майоров Николай Яковлевич (1894—1974)                                            | 21.04.1936                                                                       | —                                                                                | —                                                                                | 1943                                                                             | —                                                                                | —                                                                                |
| Майсурадзе Иван Федорович (1892—1937)                                            | 03.07.1936                                                                       | —                                                                                | —                                                                                | —                                                                                | —                                                                                | —                                                                                |
| Малкин Иван Васильевич (1900—1976)                                               | 13.03.1936                                                                       | —                                                                                | —                                                                                | —                                                                                | —                                                                                | —                                                                                |
| Малкис Владимир Иаакович (1899—1973)                                             | 13.03.1936                                                                       | 31.03.1937                                                                       | —                                                                                | —                                                                                | —                                                                                | —                                                                                |
| Маллер Лазарь Израилевич (1897—1937)                                             | —                                                                                | 03.07.1936                                                                       | —                                                                                | —                                                                                | —                                                                                | —                                                                                |
| Малютин Николай Александрович (1896—1940)                                        | —                                                                                | 13.03.1936                                                                       | —                                                                                | —                                                                                | —                                                                                | —                                                                                |
| Маляренко Макар Абрамович (1888—1957)                                            | 21.04.1936                                                                       | —                                                                                | —                                                                                | 1943                                                                             | —                                                                                | —                                                                                |
| Мамбеев Садувакс Согиндыкович (1898—1956)                                        | 1937                                                                             | —                                                                                | —                                                                                | —                                                                                | —                                                                                | —                                                                                |
| Марченко Иван Петрович (1892—1962)                                               | 21.04.1936                                                                       | —                                                                                | —                                                                                | —                                                                                | 06.06.1943                                                                       | —                                                                                |
| Марчук Федот Матвеевич (1893—1973)                                               | 03.07.1936                                                                       | —                                                                                | —                                                                                | 1943                                                                             | 17.11.1944                                                                       | —                                                                                |
| Маршак Максим Григорьевич (1894—1974)                                            | 21.04.1936                                                                       | —                                                                                | —                                                                                | —                                                                                | —                                                                                | —                                                                                |
| Марышев Сергей Иванович (1899—?)                                                 | 03.07.1936                                                                       | —                                                                                | —                                                                                | Подполковник интендантской службы с 1943 года                                    | —                                                                                | —                                                                                |
| Матвеев Виталий Николаевич (?)                                                   | 17.02.1938                                                                       | —                                                                                | —                                                                                | —                                                                                | —                                                                                | —                                                                                |
| Меркулов Иван Петрович (1900—1959)                                               | 1939                                                                             | —                                                                                | —                                                                                | 03.04.1943                                                                       | —                                                                                | —                                                                                |
| Матулевич Иван Осипович (1895—1961)                                              | —                                                                                | —                                                                                | 27.01.1936                                                                       | —                                                                                | 11.03.1943                                                                       | ?; Лишен звания в 1955 году                                                      |
| Микляев Александр Ильич (1894—1963)                                              | 21.04.1936                                                                       | —                                                                                | —                                                                                | —                                                                                | 11.03.1943                                                                       | —                                                                                |
| Миляновский Бронислав Владимирович (1893—1940)                                   | 17.02.1936                                                                       | —                                                                                | —                                                                                | —                                                                                | —                                                                                | —                                                                                |
| Миляновский Бронислав Владимирович (1893—1940)                                   | —                                                                                | 17.02.1936                                                                       | —                                                                                | —                                                                                | —                                                                                | —                                                                                |
| Мироненко Семен Макарович (1887—1948)                                            | 25.09.1942                                                                       | —                                                                                | —                                                                                | 04.05.1943                                                                       | —                                                                                | —                                                                                |
| Митин Александр Иванович (1898—1969)                                             | 30.09.1939                                                                       | —                                                                                | —                                                                                | —                                                                                | —                                                                                | —                                                                                |
| Михайленко Дмитрий Григорьевич (1892—1942)                                       | ?                                                                                | —                                                                                | —                                                                                | —                                                                                | —                                                                                | —                                                                                |
| Мозес Ефим Аркадьевич (1900—1980)                                                | 17.02.1938                                                                       | —                                                                                | —                                                                                | 1943                                                                             | —                                                                                | —                                                                                |
| Морозов Иосиф Петрович (1897—1979)                                               | 28.04.1939                                                                       | —                                                                                | —                                                                                | 1943                                                                             | —                                                                                | —                                                                                |
| Мясников Андрей Николаевич (1897—1956)                                           | 21.04.1936                                                                       | ?                                                                                | —                                                                                | —                                                                                | 11.03.1943                                                                       | —                                                                                |
| Нелидов Пётр Дмитриевич (1884—1938)                                              | 21.04.1936                                                                       | —                                                                                | —                                                                                | —                                                                                | —                                                                                | —                                                                                |
| Нельсон Александр Яковлевич (1898—?)                                             | ?                                                                                | —                                                                                | —                                                                                | 1943                                                                             | —                                                                                | —                                                                                |
| Нечипоренко Иван Трофимович (1899—1997)                                          | 19.06.1940                                                                       | —                                                                                | —                                                                                | 1943                                                                             | —                                                                                | —                                                                                |
| Никитченко Иона Тимофеевич (1895—1967)                                           | —                                                                                | 27.01.1936                                                                       | —                                                                                | —                                                                                | 11.03.1943                                                                       | —                                                                                |
| Николаев Николай Николаевич (1900—1991)                                          | ?                                                                                | —                                                                                | —                                                                                | —                                                                                | 18.09.1943                                                                       | —                                                                                |
| Новиков Николай Васильевич (?)                                                   | 19.09.1940                                                                       | —                                                                                | —                                                                                | 1943                                                                             | —                                                                                | —                                                                                |
| Носов Владимир Иванович (1897—1973)                                              | 21.04.1936                                                                       | 20.02.1940                                                                       | ?                                                                                | —                                                                                | —                                                                                | 11.03.1943                                                                       |
| Оганджанян Гурген Иванович (1902—1965)                                           | 21.04.1936                                                                       | 20.02.1938                                                                       | —                                                                                | —                                                                                | 11.03.1943                                                                       | —                                                                                |
| Огурцов Николай Дмитриевич (1896—?)                                              | 14.02.1939                                                                       | —                                                                                | —                                                                                | 1943                                                                             | —                                                                                | —                                                                                |
| Орлов Александр Моисеевич (1896—1956)                                            | —                                                                                | 27.01.1936                                                                       | 22.02.1942                                                                       | —                                                                                | 11.03.1943                                                                       | —                                                                                |
| Островский Або Борисович (1895—1955)                                             | 28.04.1939                                                                       | —                                                                                | —                                                                                | 04.05.1943                                                                       | —                                                                                | —                                                                                |
| Палкин Александр Алексеевич (1893—1971)                                          | 28.04.1939                                                                       | —                                                                                | —                                                                                | 03.04.1943                                                                       | —                                                                                | —                                                                                |
| Панкратьев Михаил Иванович (1901—1974)                                           | 17.02.1938                                                                       | —                                                                                | —                                                                                | 1943                                                                             | 11.05.1949                                                                       | —                                                                                |
| Панман Илья Моисеевич (1902—?)                                                   | ?                                                                                | —                                                                                | —                                                                                | 1943                                                                             | —                                                                                | —                                                                                |
| Панченко Николай Николаевич (1894—?)                                             | 19.06.1940                                                                       | —                                                                                | —                                                                                | 1943                                                                             | —                                                                                | —                                                                                |
| Панфиленко Антон Иванович (1898—1979)                                            | ?                                                                                | —                                                                                | —                                                                                | 1943                                                                             | —                                                                                | —                                                                                |
| Паперно Иосиф Абрамович (1908—?)                                                 | ?                                                                                | —                                                                                | —                                                                                | 1943                                                                             | —                                                                                | —                                                                                |
| Певцов Арсений Петрович (1892—1938)                                              | 17.02.1936                                                                       | —                                                                                | —                                                                                | —                                                                                | —                                                                                | —                                                                                |
| Пелих Михаил Кирикович (1892—1945)                                               | 26.04.1936                                                                       | —                                                                                | —                                                                                | 1943                                                                             | —                                                                                | —                                                                                |
| Перфильев Евгений Леонидович (1890—1938)                                         | —                                                                                | 13.03.1936                                                                       | —                                                                                | —                                                                                | —                                                                                | —                                                                                |
| Петров Александр Трофимович (1892—?)                                             | 21.04.1936                                                                       | —                                                                                | —                                                                                | 1943                                                                             | —                                                                                | —                                                                                |
| Петровский Филипп Лаврентьевич (1892—1974)                                       | 21.04.1936                                                                       | 22.02.1938                                                                       | —                                                                                | —                                                                                | 11.03.1943                                                                       | —                                                                                |
| Плавнек Леонард Янович (1893—1938)                                               | —                                                                                | —                                                                                | 17.02.1936                                                                       | —                                                                                | —                                                                                | —                                                                                |
| Подойницын Григорий Акимович (1897—1956)                                         | 21.04.1936                                                                       | ?                                                                                | —                                                                                | —                                                                                | 11.03.1943                                                                       | —                                                                                |
| Полехин Николай Степанович (1899—?)                                              | ?                                                                                | —                                                                                | —                                                                                | 1943                                                                             | —                                                                                | —                                                                                |
| Потапов Сергей Иванович (1896—1952)                                              | 17.06.1938                                                                       | —                                                                                | —                                                                                | —                                                                                | 18.04.1943                                                                       | —                                                                                |
| Потемкин Дмитрий Иванович (1899—1956)                                            | 17.02.1938                                                                       | —                                                                                | —                                                                                | 1943                                                                             | 11.05.1949                                                                       | —                                                                                |
| Преображенцев Сергей Васильевич (1884—1943)                                      | 17.02.1936                                                                       | —                                                                                | —                                                                                | —                                                                                | —                                                                                | —                                                                                |
| Рабковский Илья Федорович (1897—?)                                               | 21.04.1936                                                                       |                                                                                  |                                                                                  | 03.11.1944                                                                       |                                                                                  |                                                                                  |
| Рахлин Арон Григорьевич (1899—1964)                                              | 22.02.1938                                                                       | —                                                                                | —                                                                                | 1943                                                                             | —                                                                                | —                                                                                |
| Ревзис Исаак Маркович (1899—1955)                                                | 21.04.1936                                                                       | —                                                                                | —                                                                                | —                                                                                | 11.03.1943                                                                       | —                                                                                |
| Розенблит Семен Яковлевич (1897—1969)                                            | 19.06.1940                                                                       | —                                                                                | —                                                                                | 1943                                                                             | —                                                                                | —                                                                                |
| Ромазан Сергей Викторович (1904—1972)                                            | 02.04.1940                                                                       | —                                                                                | —                                                                                | 1943                                                                             | —                                                                                | —                                                                                |
| Романовский Константин Иванович (1897—1938)                                      | 13.03.1936                                                                       | —                                                                                | —                                                                                | —                                                                                | —                                                                                | —                                                                                |
| Романовский Сергей Павлович (1895—1967)                                          | 21.04.1936                                                                       | —                                                                                | —                                                                                | —                                                                                | 11.03.1943                                                                       | —                                                                                |
| Романычев Михаил Григорьевич (1898—1963)                                         | 21.04.1936                                                                       | 17.12.1938                                                                       | 24.02.1942                                                                       | —                                                                                | 18.04.1943                                                                       | —                                                                                |
| Ромашев Василий Иванович (1898—?)                                                | ?                                                                                | —                                                                                | —                                                                                | 1943                                                                             | —                                                                                | —                                                                                |
| Рузов Михаил Владимирович (1890—1967)                                            | 16.08.1938                                                                       | —                                                                                | —                                                                                | 1943                                                                             | —                                                                                | —                                                                                |
| Рутман Ян Янович (1891—1938)                                                     | 27.01.1936                                                                       | —                                                                                | —                                                                                | —                                                                                | —                                                                                | —                                                                                |
| Румянцев Алексей Семенович (1896—1974)                                           | —                                                                                | 03.07.1936                                                                       | —                                                                                | —                                                                                | 11.03.1943                                                                       | —                                                                                |
| Руссек Владислав Лукич (?)                                                       | 03.07.1936                                                                       | —                                                                                | —                                                                                | —                                                                                | —                                                                                | —                                                                                |
| Рыжков Дмитрий Саввич (1888—?)                                                   | 20.02.1940                                                                       | —                                                                                | —                                                                                | 1943                                                                             | —                                                                                | —                                                                                |
| Рысев Николай Иванович (1897—1970)                                               | 21.04.1936                                                                       | —                                                                                | —                                                                                | —                                                                                | —                                                                                | —                                                                                |
| Рычков Николай Михайлович (1897—1959)                                            | —                                                                                | 27.01.1936                                                                       | —                                                                                | —                                                                                | —                                                                                | 28.08.1944                                                                       |
| Сава Прокофий Данилович (1895—1968)                                              | 30.09.1939                                                                       | —                                                                                | —                                                                                | 1943                                                                             | —                                                                                | —                                                                                |
| Савин Яков Васильевич (1898—1967)                                                | ?                                                                                | —                                                                                | —                                                                                | 1943                                                                             | —                                                                                | 11.05.1949                                                                       |
| Савицкий Максим Яковлевич (1898—1977)                                            | 28.01.1936                                                                       | —                                                                                | —                                                                                | 1943                                                                             | —                                                                                | —                                                                                |
| Салитан Борис Ефимович (1908—?)                                                  | ?                                                                                | —                                                                                | —                                                                                | 1943                                                                             | —                                                                                | —                                                                                |
| Сапожников Леонид Харитонович (1895—1946)                                        | 26.04.1936                                                                       | —                                                                                | —                                                                                | —                                                                                | —                                                                                | —                                                                                |
| Сафронов Павел Сергеевич (1894—1975)                                             | 21.04.1936                                                                       | —                                                                                | —                                                                                | 1943                                                                             | —                                                                                | —                                                                                |
| Сахаров Иван Потапович (1900—?)                                                  | 03.07.1936                                                                       | —                                                                                | —                                                                                | 03.04.1943                                                                       | —                                                                                | —                                                                                |
| Свирко Тихон Николаевич (1895—?)                                                 | ?                                                                                | —                                                                                | —                                                                                | 1943                                                                             | —                                                                                | —                                                                                |
| Севастьянов Владимир Дионисович (1885—1956)                                      | 17.02.1936                                                                       | 19.06.1940                                                                       | —                                                                                | —                                                                                | 11.03.1943                                                                       | —                                                                                |
| Семашко Иван Францевич (1888—?)                                                  | ?                                                                                | —                                                                                | —                                                                                | 03.04.1943                                                                       | —                                                                                | —                                                                                |
| Семченко Алексей Иванович (1900—1991)                                            | 15.02.1940                                                                       | —                                                                                | —                                                                                | 1943                                                                             | 22.02.1944                                                                       | —                                                                                |
| Сенкевич Анисим Георгиевич (1898—1939)                                           | 17.02.1936                                                                       | —                                                                                | —                                                                                | —                                                                                | —                                                                                | —                                                                                |
| Сеппе Карл Густавович (1890—1943)                                                | 27.08.1937                                                                       | —                                                                                | —                                                                                | —                                                                                | —                                                                                | —                                                                                |
| Селиверстов Пётр Трофимович (1886—?)                                             | 28.04.1939                                                                       | —                                                                                | —                                                                                | 03.04.1943                                                                       | —                                                                                | —                                                                                |
| Символ Николай Харитонович (1894—1938)                                           | 03.07.1936                                                                       | —                                                                                | —                                                                                | —                                                                                | —                                                                                | —                                                                                |
| Симонгулов Мени Александрович (1899—?)                                           | 26.04.1936                                                                       | —                                                                                | —                                                                                | —                                                                                | —                                                                                | —                                                                                |
| Синельник Степан Митрофанович (1901—?)                                           | ?                                                                                | —                                                                                | —                                                                                | 1943                                                                             | 11.05.1949                                                                       | —                                                                                |
| Ситников Михаил Игнатьевич (1899—1938)                                           | 27.08.1937                                                                       | —                                                                                | —                                                                                | —                                                                                | —                                                                                | —                                                                                |
| Серпуховитин Яков Порфирьевич (1896—1941)                                        | 03.07.1936                                                                       | —                                                                                | —                                                                                | —                                                                                | —                                                                                | —                                                                                |
| Сидоров Борис Павлович (1897—?)                                                  | 15.09.1941                                                                       | —                                                                                | —                                                                                | 03.04.1943                                                                       | —                                                                                | —                                                                                |
| Смирнов Иван Васильевич (1892—1938)                                              | 21.04.1936                                                                       | —                                                                                | —                                                                                | —                                                                                | —                                                                                | —                                                                                |
| Смирнов Сергей Арсентьевич (1898—1970)                                           | 30.09.1939                                                                       | ?                                                                                | —                                                                                | —                                                                                | 11.03.1943                                                                       | —                                                                                |
| Соколов Алексей Васильевич (1891—1983)                                           | 03.09.1939                                                                       | —                                                                                | —                                                                                | 03.04.1943                                                                       | —                                                                                | —                                                                                |
| Соколов Николай Васильевич (1900—?)                                              | —                                                                                | 13.03.1936                                                                       | —                                                                                | 03.04.1943                                                                       | —                                                                                | —                                                                                |
| Соколов Николай Григорьевич (1901—1981)                                          | 23.05.1938                                                                       | —                                                                                | —                                                                                | 1943                                                                             | —                                                                                | —                                                                                |
| Соколов Николай Никитич (1903—?)                                                 | ?                                                                                | —                                                                                | —                                                                                | 1943                                                                             | —                                                                                | —                                                                                |
| Способин Иван Федорович (1904—?)                                                 | ?                                                                                | —                                                                                | —                                                                                | 1943                                                                             | —                                                                                | —                                                                                |
| Срубас Пётр Осипович (1896—1955)                                                 | 21.04.1936                                                                       | —                                                                                | —                                                                                | 1943                                                                             | —                                                                                | —                                                                                |
| Ставицкий Моисей Исаевич (1896—1938)                                             | 21.04.1936                                                                       | —                                                                                | —                                                                                | —                                                                                | —                                                                                | —                                                                                |
| Стариковский Александр Федорович (1901—?)                                        | ?                                                                                | —                                                                                | —                                                                                | 1943                                                                             | —                                                                                | —                                                                                |
| Стасюлис Казимир Людвигович (1888—1956)                                          | 17.02.1936                                                                       | —                                                                                | —                                                                                | 1943                                                                             | —                                                                                | —                                                                                |
| Стеблин Павел Федосеевич (1895—?)                                                | 16.04.1942                                                                       | —                                                                                | —                                                                                | 1943                                                                             | —                                                                                | —                                                                                |
| Стеклов Александр Павлович (1900—?)                                              | 28.04.1939                                                                       | —                                                                                | —                                                                                | 15.05.1944                                                                       | —                                                                                | —                                                                                |
| Стельмахович Аркадий Данилович (1898—1970)                                       | 21.04.1936                                                                       | —                                                                                | —                                                                                | 1943                                                                             | 19.01.1944                                                                       | —                                                                                |
| Степанов Андрей Степанович (1894—?)                                              | 17.02.1938                                                                       | —                                                                                | —                                                                                | 1943                                                                             | —                                                                                | —                                                                                |
| Стурман Иван Матвеевич (1889—1938)                                               | 13.03.1936                                                                       | —                                                                                | —                                                                                | —                                                                                | —                                                                                | —                                                                                |
| Субоцкий Лев Матвеевич (1900—1959)                                               | —                                                                                | 28.01.1936                                                                       | —                                                                                | 1943                                                                             | —                                                                                | —                                                                                |
| Суслин Андрей Григорьевич (1896—1976)                                            | 30.09.1939                                                                       | 19.09.1940                                                                       | —                                                                                | —                                                                                | 11.03.1943                                                                       | —                                                                                |
| Суслов Григорий Григорьевич (1886—1938)                                          | 13.03.1936                                                                       | —                                                                                | —                                                                                | —                                                                                | —                                                                                | —                                                                                |
| Сушко Александр Ефимович (1897—?)                                                | 19.06.1940                                                                       | —                                                                                | —                                                                                | 1943                                                                             | —                                                                                | —                                                                                |
| Сухов Николай Логинович (1905—1948)                                              | ?                                                                                | —                                                                                | —                                                                                | 1943                                                                             | 08.09.1945                                                                       | —                                                                                |
| Сытов Тихон Павлович (1897—1938)                                                 | 17.02.1936                                                                       | —                                                                                | —                                                                                | —                                                                                | —                                                                                | —                                                                                |
| Сычев Борис Александрович (1897—1980)                                            | 21.02.1940                                                                       | —                                                                                | —                                                                                | 1943                                                                             | —                                                                                | —                                                                                |
| Сюльдин Владимир Васильевич (1899—1976)                                          | 10.10.1940                                                                       | —                                                                                | —                                                                                | 1943                                                                             | 11.05.1949                                                                       | —                                                                                |
| Таманский Пётр Семенович (1902—1987)                                             | 25.09.1942                                                                       | —                                                                                | —                                                                                | 03.04.1943                                                                       | —                                                                                | —                                                                                |
| Тарасов Николай Сергеевич (1892—1967)                                            | 22.02.1938                                                                       | —                                                                                | —                                                                                | 1943                                                                             | —                                                                                | —                                                                                |
| Тигишвили Александр Александрович (1892—1937)                                    | 27.08.1937                                                                       | —                                                                                | —                                                                                | —                                                                                | —                                                                                | —                                                                                |
| Токанаев Федор Андреевич (1893—1959)                                             | ?                                                                                | —                                                                                | —                                                                                | 1943                                                                             | —                                                                                | —                                                                                |
| Томбин Александр Павлович (1900—1941)                                            | 26.04.1936                                                                       | —                                                                                | —                                                                                | —                                                                                | —                                                                                | —                                                                                |
| Топчий Константин Тимофеевич (1900—1961)                                         | 1941                                                                             | —                                                                                | —                                                                                | 1943                                                                             | —                                                                                | —                                                                                |
| Трофимчук-Твиасшор Николай Тимофеевич (1900—?)                                   | ?                                                                                | —                                                                                | —                                                                                | Подполковник юстиции в 1943 г.                                                   | —                                                                                | —                                                                                |
| Тулин Владимир Михайлович (1897—1941)                                            | 19.06.1940                                                                       | —                                                                                | —                                                                                | —                                                                                | —                                                                                | —                                                                                |
| Тыщенко Карп Ефимович (1901—1941)                                                | 19.06.1940                                                                       |                                                                                  |                                                                                  |                                                                                  |                                                                                  |                                                                                  |
| Устюжанинов Анатолий Авксентьевич (1897—1974)                                    | 27.08.1937                                                                       | —                                                                                | —                                                                                | 1943                                                                             | —                                                                                | —                                                                                |
| Фадеев Николай Никифорович (1898—1957)                                           | 17.02.1936                                                                       | —                                                                                | —                                                                                | —                                                                                | —                                                                                | —                                                                                |
| Фатеев Константин Петрович (1885—1965)                                           | 19.06.1940                                                                       | —                                                                                | —                                                                                | 1943                                                                             | —                                                                                | —                                                                                |
| Федоров Иван Александрович (?)                                                   | ?                                                                                | —                                                                                | —                                                                                | —                                                                                | —                                                                                | —                                                                                |
| Фефелов Георгий Георгиевич (1898—?)                                              | ?                                                                                | —                                                                                | —                                                                                | 1943                                                                             | —                                                                                | —                                                                                |
| Харчев Михаил Александрович (1904—1976)                                          | ?                                                                                | —                                                                                | —                                                                                | 1943                                                                             | 19.08.1944                                                                       | —                                                                                |
| Хаспулатов Ашер Махмуд Заде (1901—1986)                                          | 27.08.1937                                                                       | —                                                                                | —                                                                                | —                                                                                | 11.03.1943                                                                       | —                                                                                |
| Хитров Степан Ефремович (1894—1968)                                              | 21.04.1936                                                                       | —                                                                                | —                                                                                | 1943                                                                             | —                                                                                | —                                                                                |
| Холоднов Сергей Ильич (1891—1964)                                                | 21.04.1936                                                                       | —                                                                                | —                                                                                | 1943                                                                             | —                                                                                | —                                                                                |
| Хомченко Илларион Иович (1905—?)                                                 | ?                                                                                | —                                                                                | —                                                                                | 1943                                                                             | —                                                                                | —                                                                                |
| Хохлов Николай Иванович (1905—1991)                                              | ?                                                                                | —                                                                                | —                                                                                | 1943                                                                             | 05.07.1945                                                                       | —                                                                                |
| Хряков Павел Константинович (1896—1965)                                          | 17.02.1936                                                                       | —                                                                                | —                                                                                | 1943                                                                             | —                                                                                | —                                                                                |
| Хуторян Овсей Давыдович (1901—1984)                                              | 19.06.1940                                                                       | —                                                                                | —                                                                                | 1943                                                                             | —                                                                                | —                                                                                |
| Цейтлин Савелий Соломонович (1889—?)                                             | 1941                                                                             | —                                                                                | —                                                                                | Подполковник?                                                                    | —                                                                                | —                                                                                |
| Цибин Федор Иванович (1893—1974)                                                 | 17.02.1938                                                                       | —                                                                                | —                                                                                | 1943                                                                             | —                                                                                | —                                                                                |
| Чакстэ Вильгельм Иванович (1892—1964)                                            | 03.07.1936                                                                       | —                                                                                | —                                                                                | 14.11.1955                                                                       | —                                                                                | —                                                                                |
| Челноков Василий Матвеевич (1896—1941)                                           | 21.04.1936                                                                       | —                                                                                | —                                                                                | —                                                                                | —                                                                                | —                                                                                |
| Чепцов Александр Александрович (1902—1980)                                       | ?                                                                                | —                                                                                | —                                                                                | 1943                                                                             | 11.07.1945                                                                       | 11.05.1949                                                                       |
| Черенкевич Пётр Константинович (1889—?)                                          | 21.04.1936                                                                       | —                                                                                | —                                                                                | 1943                                                                             | —                                                                                | —                                                                                |
| Черноглазов Давид Борисович (1890—1962)                                          | 21.04.1936                                                                       | —                                                                                | —                                                                                | 1943                                                                             | —                                                                                | —                                                                                |
| Чернов Вячеслав Николаевич (1904—1959)                                           | 16.07.1942                                                                       | —                                                                                | —                                                                                | 28.05.1943                                                                       | 11.07.1945                                                                       | —                                                                                |
| Четвериков Митрофан Ефимович (1901—1986)                                         | 17.02.1938                                                                       | —                                                                                | —                                                                                | 1943                                                                             | 28.07.1944                                                                       | —                                                                                |
| Чуватин Александр Николаевич (1895—1969)                                         | 17.02.1936                                                                       | —                                                                                | —                                                                                | 1943                                                                             | —                                                                                | —                                                                                |
| Чукаев Пётр Михайлович (1893—1962)                                               | 03.07.1936                                                                       | —                                                                                | —                                                                                | 03.04.1943                                                                       | —                                                                                | —                                                                                |
| Шавер Борис Матвеевич (1908—1951)                                                | ?                                                                                | —                                                                                | —                                                                                | 1943                                                                             | 02.11.1944                                                                       | —                                                                                |
| Шарлот Семен Яковлевич (1886—1939)                                               | 28.01.1936                                                                       | —                                                                                | —                                                                                | —                                                                                | —                                                                                | —                                                                                |
| Шарпак Иван Григорьевич (1900—?)                                                 | ?                                                                                | —                                                                                | —                                                                                | 1943                                                                             | —                                                                                | —                                                                                |
| Шахтэн Яков Маркович (1896—1937)                                                 | 13.03.1936                                                                       | —                                                                                | —                                                                                | —                                                                                | —                                                                                | —                                                                                |
| Ширинян Рачия Амбарцумович (1886—?)                                              | 21.04.1936                                                                       | —                                                                                | —                                                                                | 1943                                                                             | —                                                                                | —                                                                                |
| Шмулевич Владимир Григорьевич (1900—1965)                                        | 13.03.1936                                                                       | 22.02.1938                                                                       | —                                                                                | 1943                                                                             | —                                                                                | —                                                                                |
| Шпильман Зиновий Борисович (1898—1963)                                           | ?                                                                                | —                                                                                | —                                                                                | 1943                                                                             | —                                                                                | —                                                                                |
| Шубияк Клеменс Францевич (?)                                                     | 28.01.1936                                                                       | —                                                                                | —                                                                                | —                                                                                | —                                                                                | —                                                                                |
| Шурыгин Константин Петрович (1899—1979)                                          | 30.09.1939                                                                       | —                                                                                | —                                                                                | 1943                                                                             | —                                                                                | —                                                                                |
| Эренбург Михаил Иосифович (1901—1962)                                            | 03.07.1936                                                                       | —                                                                                | —                                                                                | 03.04.1943                                                                       | —                                                                                | —                                                                                |
| Яченин Леонид Иванович (1897—1952)                                               | —                                                                                | ?                                                                                | —                                                                                | —                                                                                | 11.03.1943                                                                       | —                                                                                |